# 茂山千作 (4世)
四世 茂山 千作（よんせい しげやま せんさく、1919年〈大正8年〉12月28日 - 2013年〈平成25年〉5月23日）は、狂言大蔵流の狂言師、茂山千五郎家十二世当主（1966年 - 1994年）、人間国宝（重要無形文化財「狂言」各個認定保持者）、文化勲章受章者、文化功労者、日本芸術院会員。同じく、人間国宝（重要無形文化財「狂言」各個認定保持者）の二世茂山七五三は次男。

## 経歴
本名は茂山 七五三（しげやま しめ）。1919年に父・茂山真一（十一世千五郎、三世千作）と金剛流能楽師の娘であった母・スガの長男として生まれる。正月に向けて七五三縄を飾る12月28日に誕生したことに因み、祖母から七五三と名付けられた。
1924年、「以呂波」で初舞台を踏む。1923年生まれの弟の政次（二世茂山千之丞）とは幼少時から共演し、「豆狂言師コンビ」と好評を博す。
1926年に京都市立春日小学校に入学、卒業後の1932年には京都市立美術工芸学校絵画科に入学するが、3年で中退した後は、狂言や謡・囃子に打ち込む。1934年に「三番三」、1940年に「釣狐」を披く。
戦時中召集され、1941年に舞鶴海兵団に入団し、「利根」に乗艦し真珠湾攻撃や南方作戦に従事するが、翌年6月に下艦し人事部に移り、海軍人事部京都出張所に転勤、京都で終戦を迎える。戦後舞台に復帰。戦後の苦難の時代には、弟の千之丞とともに名古屋以西の各地の学校を巡回し、授業の一環として狂言を上演して普及に努めた。
私生活では1944年に親戚である西陣の帯問屋の長女西村幸子と結婚、1945年に長男の正義（五世千作）、1947年に次男の眞吾（二世七五三）が誕生している。しかし、幸子は1962年、病気の手術後に死去、死別の翌年の1963年に妹の高校時代の同級生であった高田恵子と結婚し、1964年に三男の千三郎が誕生する。
1954年の狂言様式による創作劇「東は東」（岩田豊雄作、武智鉄二演出）に、唐人伍雲拙の役で出演。1956年にはテレビドラマ「ひょう六とそばの花」に出演するなど、狂言以外の舞台やドラマでも活動する。1964年1月の日生劇場の寿大歌舞伎へ千之丞とともに「勧進帳」番卒役等で出演。前月には出演に反対する能楽協会から退会勧告を受けたが、その後の狂言師らの多様な演劇活動への流れを作った。
1966年1月15日、父の真一の「千作」襲名に伴い、当主名の「茂山千五郎」を十二世として襲名する。襲名披露の狂言は「菓争（このみあらそい）」で、200年ぶりの復曲だった。1972年には、初孫にあたる正義の長男正邦（十四世千五郎）が誕生。
1981年、「素袍落」の成果に対し、芸術祭の能楽部門大賞。1983年、芸術選奨文部大臣賞受賞、京都市文化功労者。1985年、紫綬褒章受章。
1989年5月6日、父の三世千作（1986年死去）に続き、親子二代で人間国宝に認定される。
1991年より日本芸術院会員、勲四等旭日小綬章受章。
1994年7月18日、四世茂山千作（隠居名）を襲名し、同時に長男の正義が当主名の「茂山千五郎」を十三世として継承。
1997年、京都府文化賞特別功労賞受賞。1998年、NHK放送文化賞受賞。2000年、文化功労者顕彰、朝日賞受賞。
晩年に至っても精力的に活動し、2006年からは弟の千之丞と共に兄弟会を開催、千之丞が2010年に死去するまで継続した。
2007年、狂言界で初の文化勲章を受章、京都市名誉市民。
2009年には曾孫（正邦の息子）の竜正、虎真兄弟との四世代共演を果たした。
2013年5月23日、肺がんのため京都市の自宅にて死去した。満93歳没。没後従三位追贈。

## 芸風
四世山本東次郎による弔辞において「天衣無縫、自由闊達。天性の喜劇役者だった」と評されたように、伝統芸の基礎に立脚した自由自在の境地で知られた。
幼少期から共に活動してきた弟の二世千之丞は、千作の芸は40歳頃からキャラクターがはっきりしてきて「理屈を離れて面白く」なり、後年言われるような「出てくるだけでも面白い」狂言になったと晩年に語っている。また、野村万作には30代半ばで既に洒脱な芸だったと回顧されている。
独特の低くややしわがれた声は、30歳頃、学校回りの狂言で酷使した喉にポリープができて声をつぶしてしまったことに起因するが、元の声は弟の千之丞よりも少し太い美声であった。
祖父の二世千作、父の三世千作に師事しつつも、他家の初世善竹彌五郎の影響等を受けながら、芸を重ねた。仕舞と謡は初世金剛巌に習い、笛方森田流の杉市太郎に笛を習い、声が出ない数年間の間には笛方への転向を考えたこともあった。

## 家族
子に、一人目の妻・幸子との間の長男・正義（五世千作）、次男・眞吾（二世七五三、人間国宝）と、幸子との死別後再婚した妻・恵子との三男・千三郎（2020年末まで千五郎家で活動し、現在は独立）。
孫に十四世茂山千五郎（茂山正邦）、茂山茂、茂山宗彦、茂山逸平（何れも幸子の孫）。
曾孫に茂山竜正、茂山虎真、茂山鳳仁、茂山蓮、茂山慶和。この他にも女性の曾孫（茂の娘）が２人いる（何れも幸子の曾孫）。
甥に茂山あきら。姪孫に 三世茂山千之丞（茂山童司）。

## 弟子
弟子には田賀屋夙生・松本薫・網谷正美らがいる。

## 著書
- 『千五郎狂言咄』（講談社、1983年）
- 『京都の狂言師』（世界文化社、2004年）